# Epinannolene robusta
Epinannolene robusta är en mångfotingart som beskrevs av Loomis 1961. Epinannolene robusta ingår i släktet Epinannolene och familjen Epinannolenidae. Inga underarter finns listade i Catalogue of Life.